# إلين بومبيو
إلين بومبيو (بالإنجليزية: Ellen Pompeo)‏ ممثلة أمريكية من مواليد 10 نوفمبر 1969، حاصلة على جائزة نقابة ممثلي الشاشة 2006 لأفضل مجموعة عن دورهم في مسلسل غريز أناتومي، كما رُشحت بنفس الدور لجائزة الغولدن غلوب لأفضل ممثلة.

## وصلات خارجية
- إلين بومبيو على موقع IMDb (الإنجليزية)
- إلين بومبيو على موقع ميتاكريتيك (الإنجليزية)
- إلين بومبيو على موقع روتن توميتوز (الإنجليزية)
- إلين بومبيو على موقع ألو سيني (الفرنسية)
- إلين بومبيو على موقع ميوزك برينز (الإنجليزية)
- إلين بومبيو على موقع تيرنر كلاسيك موفيز (الإنجليزية)
- إلين بومبيو على موقع أول موفي (الإنجليزية)
- إلين بومبيو على موقع قاعدة بيانات الأفلام السويدية (السويدية)
- إلين بومبيو على موقع إن إن دي بي (الإنجليزية)
- إلين بومبيو على موقع قاعدة بيانات الفيلم (الإنجليزية)